# Aartsbisdom Curitiba

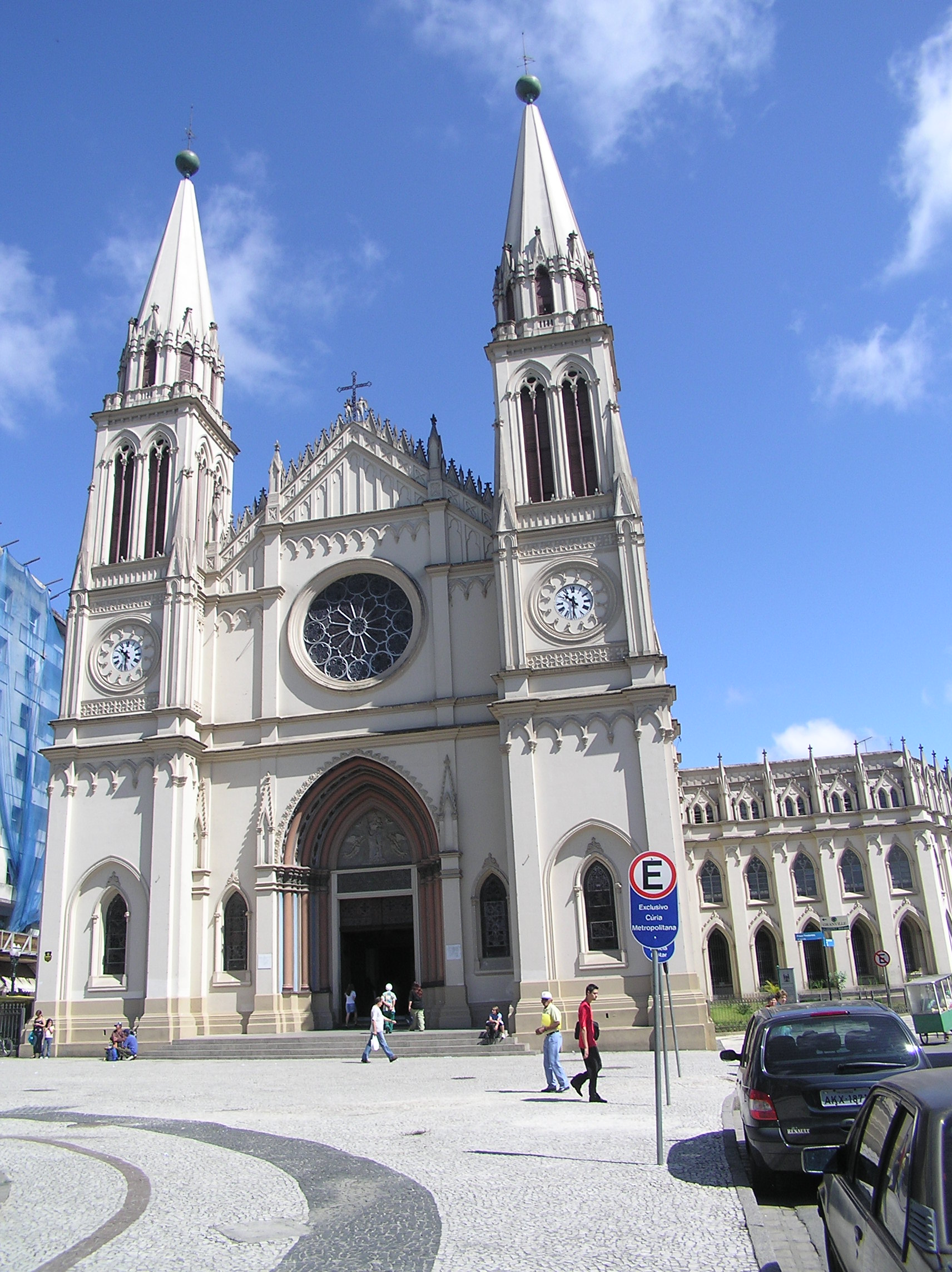
Kathedraal van Curitiba

Het aartsbisdom Curitiba (Latijn: Archidioecesis Curitibensis; Portugees: Arquidiocese de Curitiba) is een in Brazilië gelegen rooms-katholiek aartsbisdom met zetel in Curitiba in de staat Paraná. De aartsbisschop van Curitiba is metropoliet van de kerkprovincie Curitiba, waartoe ook de volgende suffragane bisdommen behoren:
- Bisdom Guarapuava
- Bisdom Paranaguá
- Bisdom Ponta Grossa
- Bisdom São José dos Pinhais
- Bisdom União da Vitória

## Geschiedenis
Het bisdom Curitiba werd op 27 april 1892 afgesplitst van het aartsbisdom São Paulo. Op 10 mei 1926 werd het verheven tot aartsbisdom. De genoemde suffragane bisdommen werden afgesplitst in 1926 (Ponta Grossa), 1962 (Paranaguá), 1965 (Guarapuava), 1976 (União da Vitória) en 2006 (São José dos Pinhais).
In 1926 werd de Oekraïense Grieks-katholieke eparchie São João Batista em Curitiba opgericht en suffragaan gesteld aan het aartsbisdom Curitiba. Op 12 mei 2014 werd deze eparchie verheven tot aartseparchie en aan het aartsbisdom Curitiba onttrokken.

## Bisschoppen van Cuiabá
- 1894–1903: José de Camargo Barros (later bisschop van São Paulo)
- 1904–1906: Leopoldo Duarte e Silva Paulista (later bisschop van São Paulo)
- 1907–1935: João Francisco Braga
- 1935–1950: Ático Eusébio da Rocha
- 1950–1970: Manoel da Silveira d’Elboux
- 1970–2004: Pedro Antônio Marchetti Fedalto
- 2004-2014: Moacyr José Vitti CSS
- 2015-heden: José Antônio Peruzzo